# Konstanz von Heineccius
Konstanz Heineccius, seit 1866 von Heineccius, (* 26. September 1859 in Berlin; † 3. Juli 1936 in Überlingen) war ein preußischer General der Artillerie im Ersten Weltkrieg.

## Leben

### Herkunft
Sein Vater war der preußische Generalmajor Benno von Heineccius, sein Großvater der 1866 in den preußischen Adelsstand erhobene Oberstleutnant Konstanz von Heineccius. Sein Onkel war der preußische Generalmajor Georg von Heineccius, sein Vetter Richard von Heineccius.

### Militärkarriere
Heineccius wurde am 4. September 1913 Kommandeur der 36. Division. Zu Beginn des Ersten Weltkrieges war seine Division Teil des an der Ostfront eingesetzten XVII. Armee-Korps. Die Truppen der 36. Division kämpften unter den Kommandierenden General von Mackensen im August 1914 in der Schlacht bei Gumbinnen und in der Schlacht bei Tannenberg. Zwischen dem 5. und 15. September beteiligten sich seine Truppen an der Schlacht an den Masurischen Seen. Mitte Oktober 1914 folgte die Division dem deutschen Vorgehen aus den Raum Opatow zur Weichsel. Im Verband des Korps Günther von Pannewitz kämpfte Generalleutnant Heineccius im November 1914 bei Kutno und in der Schlacht bei Lodz. Nach dem Durchbruch bei Przasnysz im Juli 1915 kam es zu Verfolgungskämpfen der 36. Division zum unteren Narew. 
Nach Kämpfen bei Wolkowysk erfolgte Ende September 1915 der Abtransport der Division an die Westfront. Im Juli 1916 rang die Division in der Schlacht an der Somme. Am 31. August 1916 wurde Heineccius Kommandierender General des Generalkommandos 53, ab dem 8. März 1917 führte er das XXV. Reserve-Korps und war zuletzt vom 23. November 1917 bis Kriegsende Kommandierender General des VI. Armee-Korps an der nördlichen Ostfront. Am 19. Februar 1918 begann sein Korps im Rahmen der 8. Armee mit der unterstellten 205. und 219. Infanterie-Division mit dem Vormarsch in Livland um Sowjetrussland zur Unterzeichnung des Friedens zu zwingen. In dieser Stellung wurde Heineccius am 22. März 1918 zum General der Artillerie befördert.

### Familie
Heineccius hatte sich am 26. September 1886 mit Wanda Gräfin Arco (1863–1919) verheiratet. Aus der Ehe gingen zwei Söhne und drei Töchter hervor. Sein Schwager war Georg Graf von Arco.